# Astacilla caeca
Astacilla caeca är en kräftdjursart som beskrevs av Benedict 1898. Astacilla caeca ingår i släktet Astacilla och familjen Arcturidae. Inga underarter finns listade i Catalogue of Life.